# Gerrodes minor
Gerrodes minor är en fjärilsart som beskrevs av Paul Dognin 1914. Gerrodes minor ingår i släktet Gerrodes och familjen nattflyn. Inga underarter finns listade i Catalogue of Life.